# Dorstenia hirta
Dorstenia hirta là một loài thực vật có hoa trong họ Moraceae. Loài này được Desv. mô tả khoa học đầu tiên năm 1826.